# Dasiops solivagus
Dasiops solivagus är en tvåvingeart som beskrevs av Morge 1959. Dasiops solivagus ingår i släktet Dasiops och familjen stjärtflugor.
Artens utbredningsområde är Ukraina. Inga underarter finns listade i Catalogue of Life.